# Вучи Дол
Вучи Дол или Волково је насеље у Северној Македонији, у северном делу државе. Вучи Дол је насеље у оквиру општине Ђорче Петров, која чини крајњи запад Града Скопља.
Вучи Дол има велики значај за српску заједницу у Северној Македонији, пошто Срби чине мањину у насељу. Месни Срби и даље користе старији назив насеља, који је промењен пошто није био у складу са стандардним македонским језиком (срп. Вук = мкд. Волк).

## Географија
Вучи Дол је смештено у северном делу Северне Македоније. Насеље је данас саставни део (четврт) града Скопља, је удаљен од средишта града 9 km северозападно.
Насеље Вучи Дол се налази у историјској области Скопско поље. Село је положено у западном делу Скопске котлине, које је равничарско подручје, на приближно 290 метара надморске висине. Источно од насеља протиче река Лепенац.
Месна клима је континентална са утицајем Егејског мора (жарка лета).

## Становништво
Вучи Дол је према последњем попису из 2021. године имао 6.402 становника. Почетком 20. века цело насеље, тада засебно село, било је искључиво насељено Србима.
Претежна вероисповест месног становништва је православље.
| Национални састав према попису из 2021.‍ | Национални састав према попису из 2021.‍ | Национални састав према попису из 2021.‍ | Национални састав према попису из 2021.‍ | Национални састав према попису из 2021.‍ |
| --------------------------------------- | --------------------------------------- | --------------------------------------- | --------------------------------------- | --------------------------------------- |
|                                         |                                         |                                         |                                         |                                         |
| Македонци                               | Македонци                               |                                         | 5.436                                   | 84,9%                                   |
| Срби                                    | Срби                                    |                                         | 316                                     | 5%                                      |
| непописани                              | непописани                              |                                         | 482                                     | 7,5%                                    |